# Wahl des deutschen Bundespräsidenten 2012
- Linke: 124
- SPD: 331
- Piraten: 2
- Grüne: 147
- SSW: 1
- FW: 10
- CDU/CSU: 486
- FDP: 136
- NPD: 3

Am 18. März 2012 wählte die 15. Bundesversammlung im Reichstagsgebäude in Berlin Joachim Gauck im ersten Wahlgang zum elften Bundespräsidenten der Bundesrepublik Deutschland.

## Hintergrund und Wahltermin

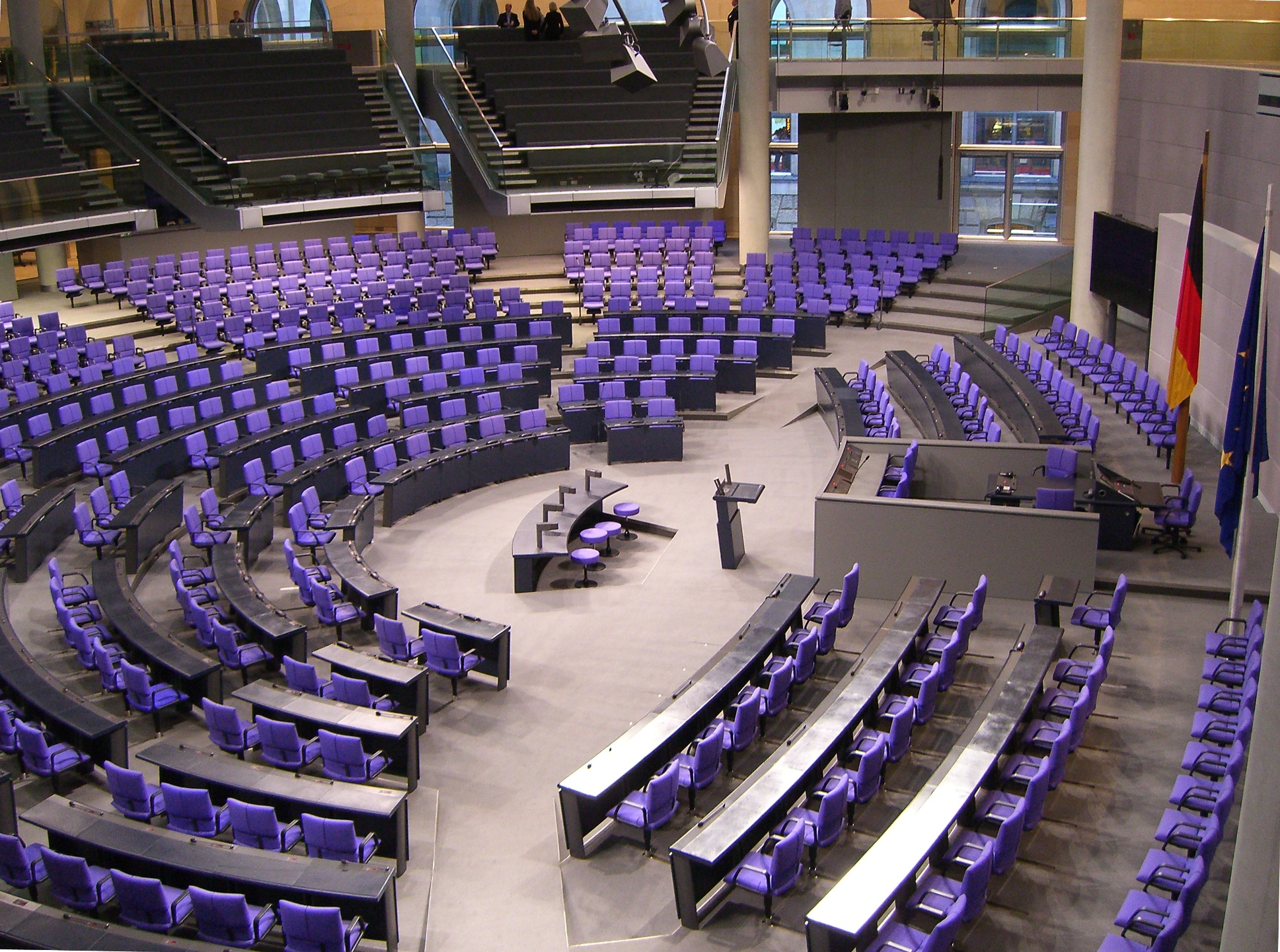
Ort der Wahl: der Plenarsaal im Reichstagsgebäude

Am 17. Februar 2012 war der zehnte Bundespräsident Christian Wulff von seinem Amt zurückgetreten. Er war damit nach seinem direkten Vorgänger Horst Köhler der zweite Bundespräsident, der seine Amtszeit mit sofortiger Wirkung beendete. Zu den Gründen, die Wulff dazu veranlassten, siehe Wulff-Affäre. Die Amtsgeschäfte des Bundespräsidenten führte nach dem Rücktritt Wulffs vorübergehend der Präsident des deutschen Bundesrates, Horst Seehofer (CSU).
Nach Art. 54 Abs. 4 Grundgesetz (GG) hatte die Bundesversammlung zur Neuwahl des Bundespräsidenten spätestens 30 Tage nach dem Rücktritt zusammenzutreten.
Die vom saarländischen Landtag zu wählenden Mitglieder der 15. Bundesversammlung wurden durch den bereits aufgelösten Landtag bestimmt, dessen Wahlperiode gemäß Art. 67 Abs. 1 Satz 2 der Verfassung des Saarlandes erst mit dem Zusammentritt des Landtages endet, der am 25. März 2012 neu gewählt wurde. Der nordrhein-westfälische Landtag war seit dem 14. März aufgelöst, dort endete die Wahlperiode auch zu diesem Zeitpunkt, jedoch wurden die Delegierten bereits am 28. Februar bestimmt.
Der 17. Deutsche Bundestag war der erste Bundestag, der an zwei Bundesversammlungen mitwirkte. Die Landtage Bayerns, Hessens und Niedersachsens hatten innerhalb von nur einer Wahlperiode Delegierte für drei Bundesversammlungen zu wählen.
Als Leiter der Bundesversammlung (§ 8 BPräsWahlG) erinnerte der Präsident des Bundestages, Norbert Lammert (CDU), in seiner Eröffnungsansprache an den 18. März als einen Tag, der „wie nur wenige andere in einer bemerkenswerten Traditionslinie der deutschen Geschichte“ stehe: Proklamation der Mainzer Republik 1793, Beginn des Barrikadenkampfes während der Märzrevolution 1848 in Berlin und Volkskammerwahl 1990. Lammerts Freude über die „glückliche Fügung“ einer Bundespräsidentenwahl an einem 18. März, nach der „– den in der Verfassung vorgesehenen Normalfall vorausgesetzt, dass wir wieder in den üblichen Fünfjahresrhythmus zurückkehren – […] künftig jeder Bundespräsident an einem 18. März gewählt oder vereidigt werden könnte“,  war allerdings von vornherein utopisch. Es war abzusehen, dass die Amtszeit des am 18. März 2012 gewählten Bundespräsidenten am selben Tag beginnen und fünf Jahre später mit dem 18. März 2017 enden werde. Die Bundesversammlung hat jedoch spätestens dreißig Tage vor Ablauf der Amtszeit des Bundespräsidenten zusammenzutreten, Art. 54 Abs. 4 GG. Die nächste fand daher am 12. Februar 2017 statt und die Vereidigung des neuen Präsidenten Frank-Walter Steinmeier nicht am letzten Tag der Amtszeit seines Vorgängers, sondern am 22. März 2017.

## Kandidaten

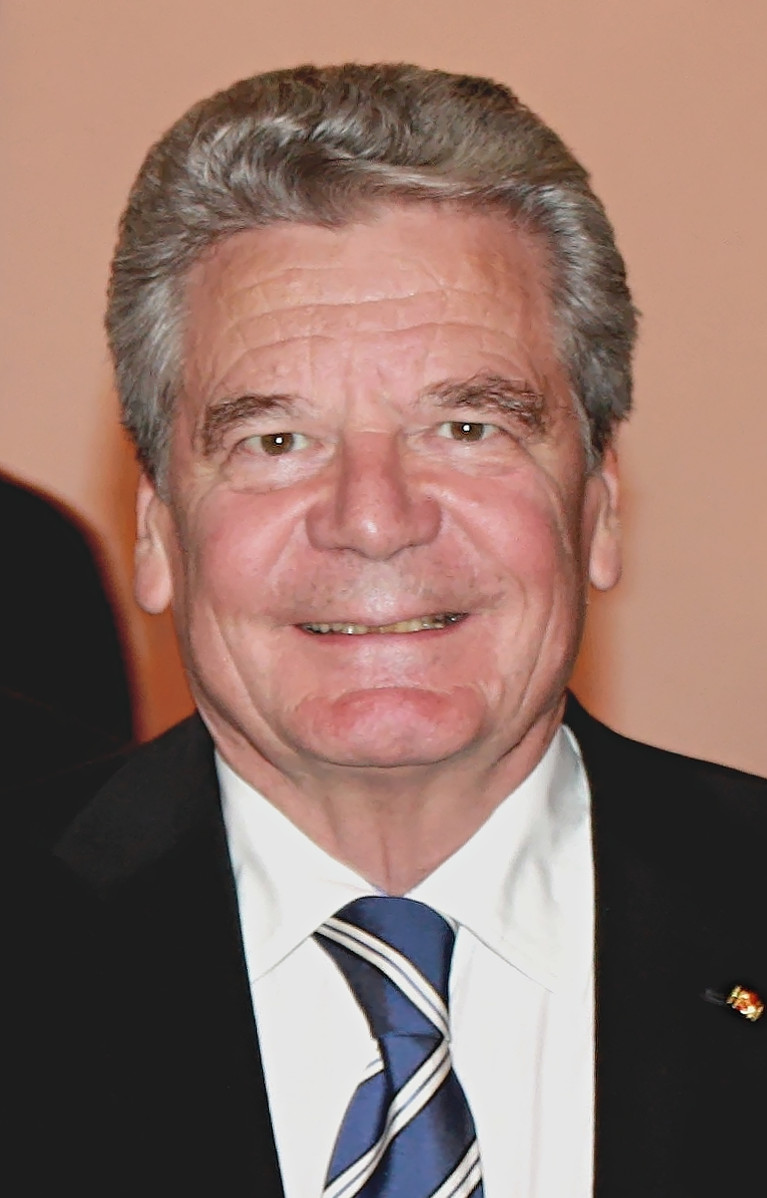
Joachim Gauck (2011)
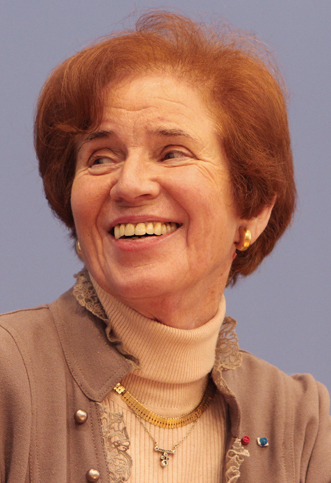
Beate Klarsfeld (2012)
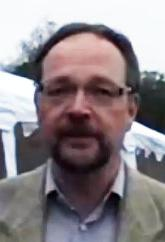
Olaf Rose (2011)

Zum Bundespräsidenten wählbar ist nach Art. 54 Abs. 1 GG, wer als deutscher Staatsangehöriger das Wahlrecht zum Bundestag besitzt und das 40. Lebensjahr vollendet hat. Wahlvorschläge kann jedes Mitglied der Bundesversammlung einreichen; die schriftliche Zustimmungserklärung des Vorgeschlagenen ist beizufügen (§ 9 Abs. 1 BPräsWahlG).

### Joachim Gauck
Der parteilose Bürgerrechtler und Theologe Joachim Gauck wurde am 19. Februar 2012 von den Parteien CDU, CSU, SPD, FDP und Bündnis 90/Die Grünen als gemeinsamer Kandidat vorgeschlagen. Auch der SSW und die Freien Wähler kündigten an, Gauck zu unterstützen.
Gauck war bereits Kandidat bei der Wahl des deutschen Bundespräsidenten 2010. Dort wurde er von der SPD und den Grünen aufgestellt und erhielt darüber hinaus von den Freien Wählern und dem SSW Zustimmung, unterlag jedoch im dritten Wahlgang Christian Wulff, der von den beiden Unionsparteien und der FDP unterstützt wurde.
Die hinter Gauck stehenden Parteien stellten in der Bundesversammlung 1111 von insgesamt 1240 Wahlfrauen und -männern. Joachim Gauck wurde schließlich mit 991 von 1228 gültigen Stimmen gewählt.

### Beate Klarsfeld
Die parteilose Journalistin und Aktivistin für Aufarbeitung der nationalsozialistischen Vergangenheit Beate Klarsfeld wurde am 27. Februar 2012 vom Vorstand der Partei Die Linke, die mit 124 Wahlleuten in der Bundesversammlung vertreten war, einstimmig als Kandidatin nominiert.
Am 5. März wählte der Sächsische Landtag auf Vorschlag der Linksfraktion Klarsfeld zu einem Mitglied der Bundesversammlung.

### Olaf Rose
Olaf Rose, Militärhistoriker und Autor geschichtsrevisionistischer Schriften, Vortragsredner bei rechtsextremistischen Veranstaltungen und ehemaliges Mitglied des Bundesvorstandes der NPD, wurde von seiner Partei, die in der Bundesversammlung mit drei Wahlleuten vertreten war, am 5. März 2012 nominiert.

## Bundesversammlung
Die Bundesversammlung setzte sich wie folgt zusammen:
| Partei       | Partei | Mitglieder | Mitglieder | Mitglieder |
| Partei       | Partei | Bund       | Länder     | gesamt     |
| ------------ | ------ | ---------- | ---------- | ---------- |
| CDU/CSU      |        | 237        | 249        | 486        |
| SPD          |        | 146        | 185        | 331        |
| Grüne        |        | 68         | 79         | 147        |
| FDP          |        | 93         | 43         | 136        |
| Die Linke    |        | 76         | 48         | 124        |
| Freie Wähler |        | –          | 10         | 10         |
| NPD          |        | –          | 3          | 3          |
| Piraten      |        | –          | 2          | 2          |
| SSW          |        | –          | 1          | 1          |
| Gesamt       | Gesamt | 620        | 620        | 1240       |

Nach Art. 54 Abs. 5 GG ist im ersten oder zweiten Wahlgang gewählt, wer „die Stimmen der Mehrheit der Mitglieder der Bundesversammlung erhält“. Dies entspricht mindestens 621 Stimmen. Im dritten Wahlgang ist der Kandidat mit den meisten Stimmen gewählt. Damit hätten
- Union und SPD (817 Mitglieder)
- Union und Grüne (633) sowie
- Union und FDP (622) sowie

die in den ersten beiden Wahlgängen nötige absolute Mehrheit. Im dritten Wahlgang ist der Kandidat mit den meisten Stimmen gewählt.

## Wahlergebnis
Joachim Gauck wurde im ersten Wahlgang mit 991 Stimmen gewählt (die ihn unterstützenden Parteien verfügten zusammen über 1111 Mitglieder in der Bundesversammlung). Auf Beate Klarsfeld entfielen 126 Stimmen und auf Olaf Rose 3 Stimmen. Gauck erklärte nach der Verkündung des Wahlergebnisses vor dem Plenum der Bundesversammlung die Annahme der Wahl. Die Vereidigung fand am 23. März 2012 in einer gemeinsamen Sitzung von Bundestag und Bundesrat statt. Da das Amt des Bundespräsidenten vakant war, begann Gaucks Amtszeit als Bundespräsident mit der Annahme der Wahl.
| Wahlgang                                                 | Kandidat                 | Stimmenzahl | Anteil | Partei | Partei    | Unterstützung                     |
| -------------------------------------------------------- | ------------------------ | ----------- | ------ | ------ | --------- | --------------------------------- |
| 1. Wahlgang                                              | Joachim Gauck            | 991         | 79,9 % |        | Parteilos | CDU/CSU, SPD, Grüne, FDP, FW, SSW |
| 1. Wahlgang                                              | Beate Klarsfeld          | 126         | 10,2 % |        | Parteilos | Die Linke                         |
| 1. Wahlgang                                              | Olaf Rose                | 3           | 0,2 %  |        | NPD       | NPD                               |
| 1. Wahlgang                                              | Enthaltungen             | 108         | 8,7 %  |        |           |                                   |
| 1. Wahlgang                                              | Ungültige Stimmen        | 4           | 0,3 %  |        |           |                                   |
| 1. Wahlgang                                              | Nicht abgegebene Stimmen | 8           | 0,6 %  |        |           |                                   |
| Damit wurde Joachim Gauck zum Bundespräsidenten gewählt. |                          |             |        |        |           |                                   |

## Trivia
Der Abgeordnete Udo Pastörs (NPD) des Landtags Mecklenburg-Vorpommern, dem dieser bereits zum Zwecke der Strafverfolgung die Immunität entzogen hatte, machte geltend, ihn schütze dennoch die parlamentarische Immunität vor Strafverfolgung, solange er sich nämlich noch als Mitglied der 15. Bundesversammlung beim Bundesverfassungsgericht gegen deren Verlauf und Ergebnisse wende. Dem folgte das Oberlandesgericht Rostock nicht.